# Alter Niendorfer Friedhof

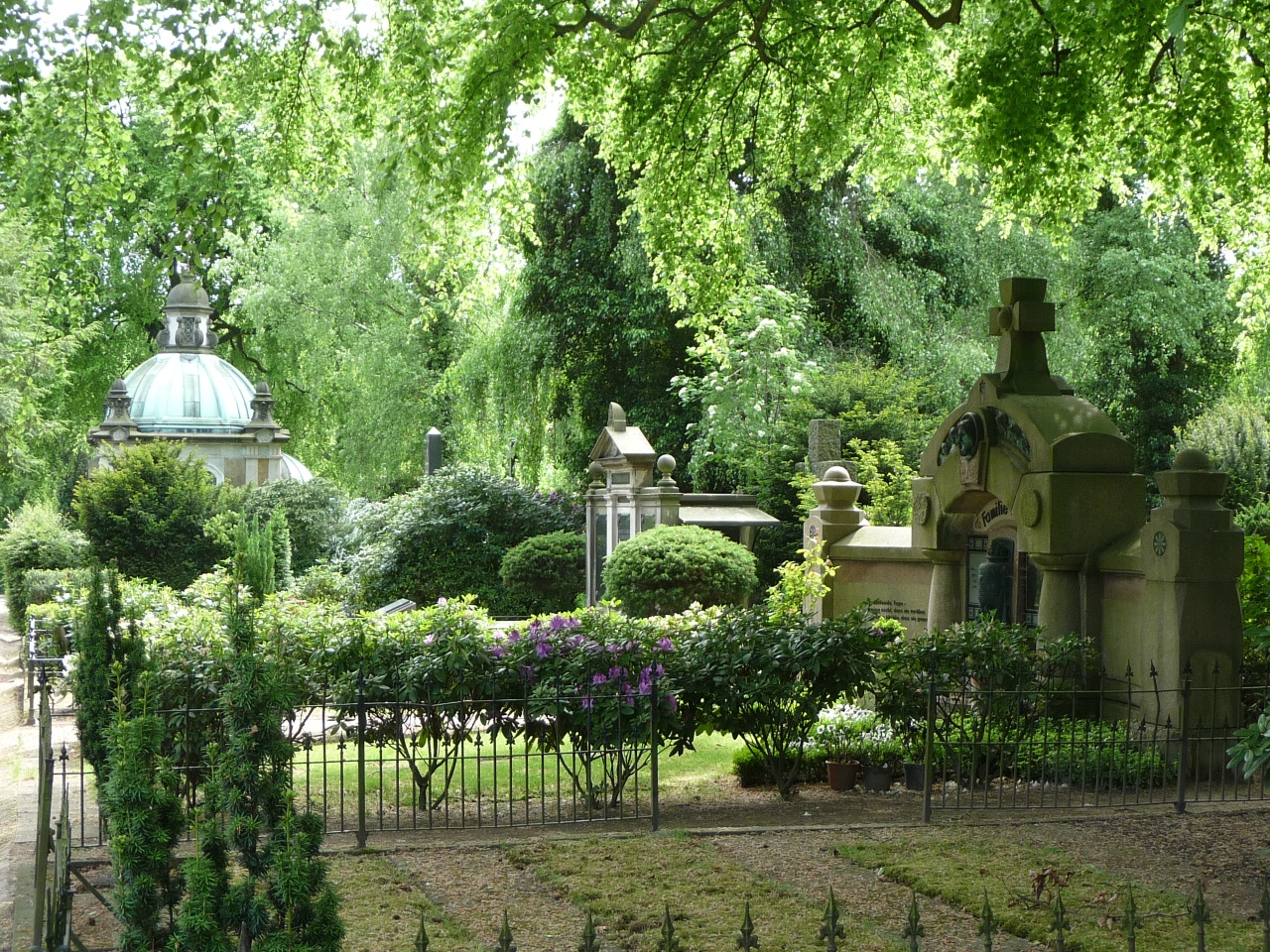
Gruften und das Mausoleum entlang des Hauptweges

Der Alte Niendorfer Friedhof ist ein Friedhof im Stadtgebiet von Hamburg. Auf dem Kirchhof rund um die Marktkirche wurde ab etwa 1770 bestattet. 1847 wurde der Friedhof weiter ausgedehnt. Er hat heute eine Größe von rund 4,5 Hektar, auf denen es 2350 Gräber gibt, in denen 6500 Personen bestattet sind.

## Lage

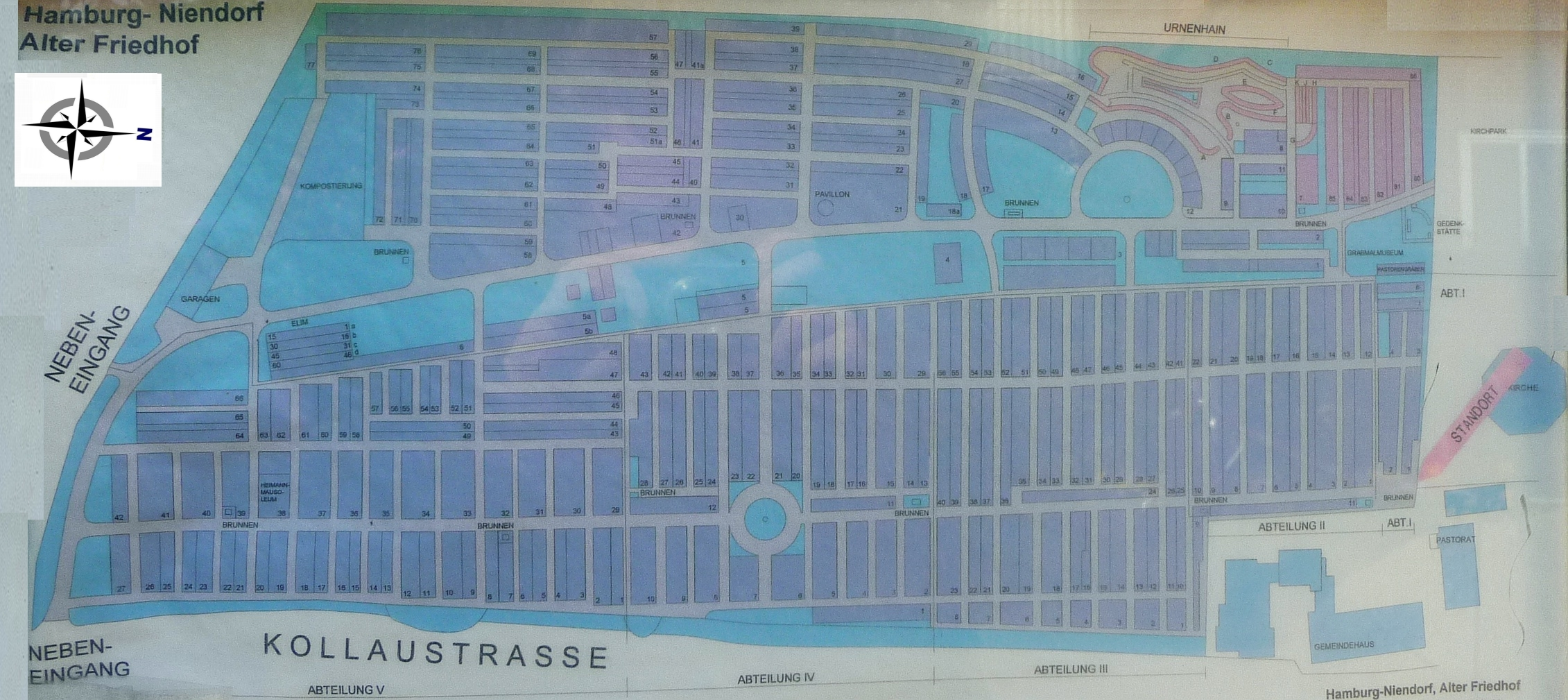
Friedhofsplan

Der Friedhof befindet sich am Niendorfer Marktplatz / Kollaustraße im Hamburger Stadtteil Niendorf, unweit einer der Startbahnen des Hamburger Flughafens.

## Geschichte
1770 wurde die Marktkirche fertiggestellt. Um die Kirche wurden 72 Lindenbäume gepflanzt, die den damaligen Kirchhof eingrenzten. Die Bäume standen rund 200 Jahre um die Kirche, bis sie morsch wurden und gefällt werden mussten.
Bereits im Jahre 1847 wurde der Friedhof weiter südlich erweitert. Auch dieses Gebiet wurde schnell zu klein und wurde 1882 erweitert. 1903 wurde der Neue Niendorfer Friedhof auf der anderen Straßenseite eröffnet. Bis heute finden Bestattungen auf beiden Friedhöfen statt.
1956 fiel ein Teil des Friedhofes der Verbreiterung der Kollaustraße zum Opfer. Die betroffenen Gräber wurden zum Großteil umgebettet.

## Gräber

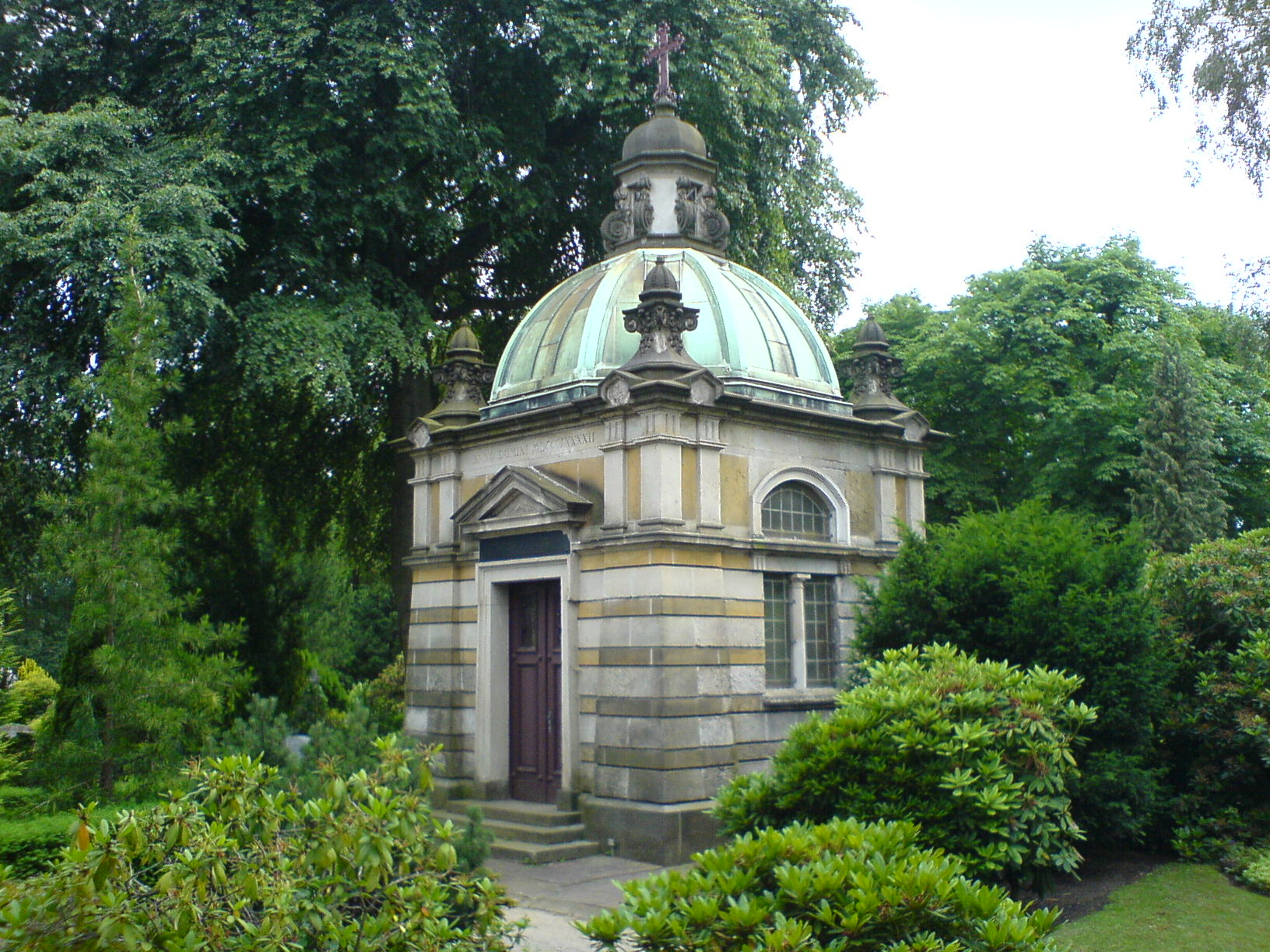
Das Mausoleum Heymann auf dem Niendorfer Friedhof

Der Alte Niendorfer Friedhof gehört neben dem Hammer, Nienstedtener und dem Ohlsdorfer Friedhof zu den historisch bedeutendsten Friedhöfen in Hamburg. Was ihn einzigartig macht, ist die hohe Anzahl von großen Familiengruften.
Man findet auch ein kleines Feld mit museal aufgestellten Sandsteinstelen aus dem frühen 19. Jahrhundert.

### Prominente Persönlichkeiten
- Mitglieder der Familie Berenberg-Gossler:

- John von Berenberg-Gossler – Hamburger Bankier und Politiker († 1943)
Eine hohe, rote Sandsteinplatte, auf deren die Namen der Verstorbenen stehen, überragt weithin sichtbar den Friedhof.
- Cornelius Freiherr von Berenberg-Gossler – Hamburger Bankier, Bruder von John († 1953)
- Johann Freiherr Berenberg-Gossler – Hamburger Bankier, Vater von John und Cornelius († 1913)
Auf der bronzenen Grabplatte steht John Freiherr Berenberg-Gossler, also nicht sein echter Vorname Johann.
- Herbert von Berenberg-Goßler (gefallen 1918 in Nordfrankreich), Anatom

- Mitglieder der Familie Amsinck:

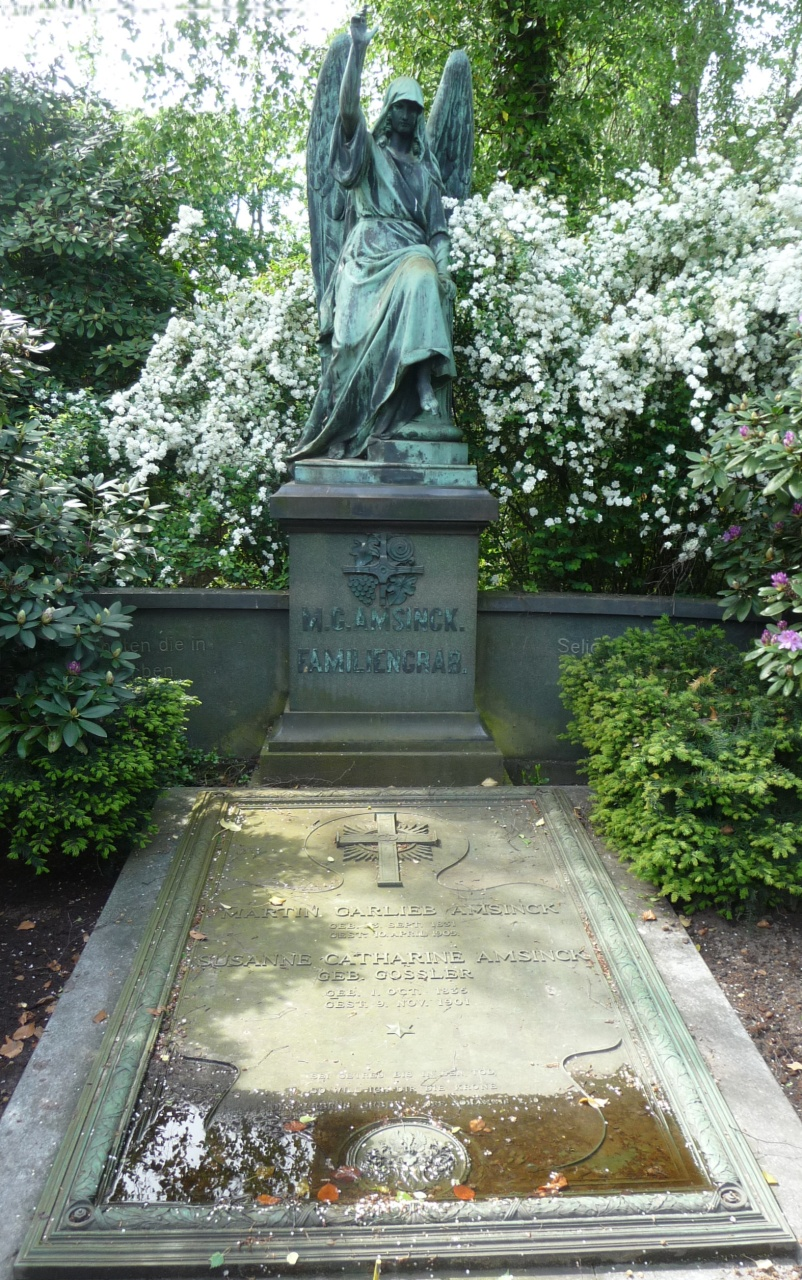
Martin Garlieb Amsinck

- Johannes Amsinck – Kaufmann († 1879)
- Wilhelm Amsinck (1821–1909) – Sohn von Johannes Amsinck, Hamburger Geschäftsmann. Er ließ sich 1868–1870 die sogenannte Amsinck-Villa (Beim Amsinckpark 18) von dem Architekten Martin Haller errichten.
- Ludwig Erdwin Amsinck – Hamburger Kaufmann, Sohn von Johannes Amsinck († 1897)
- Martin Garlieb Amsinck – Schiffsbauer & Reeder, Sohn von Johannes Amsinck († 1905)

- Mitglieder der Familie Merck:

- Ernest William Merck (* 5. Juni 1854 in Manchester † 9. Oktober 1939 in Hamburg) – Teilhaber von H. J. Merck & Co. und in den Aufsichtsräten der Guanowerke A.G. und der Norddeutschen Bank A.G.
- Erwin Johannes Merck – Teilhaber von H. J. Merck & Co., Sohn von Ernest William Merck und in dessen Familiengrab bestattet († 1947)

- Mitglieder der Familie Heise:

Das Familiengrab wurde 2005 an den Friedhof zurückgegeben. Der letzte dort Bestattete aus der Linie der Familie war der kinderlose Carl Georg Heise. Heute befindet sich an dieser Stelle die Grabanlage des Albertinen-Diakoniewerks.
- Francis Julius Heise (* 21. Oktober 1858 in St. Thomas Island, Danish West Indies; † 25. Dezember 1899 in Lokstedt) Vater des Kunsthistorikers Carl Georg Heise und Sohn des gleichnamigen Mitbegründers der Commerzbank Carl Georg Heise (1817–1886).
- Carl Georg Heise († 1979) Kunsthistoriker, Behnhausgründer und Direktor der Hamburger Kunsthalle und seine Frau
- Hildegard Heise († 1979), Fotografin der Neuen Sachlichkeit.

- Familie Heymann – Sie errichtete 1892 das kleine Mausoleum
- Adolph Godeffroy – Hamburger Kaufmann und Abgeordneter, Mitgründer und erster Vorsitzender des Verwaltungsrates Hapag († 1893)
- Joachim Mähl – Heimatdichter († 1909)
- Hermann Fölsch – Hamburger Kaufmann und Reeder († 1920)
- Max Sauerlandt – Direktor des Museums für Kunst und Gewerbe († 1934) (Abt. VI R. 29)
- Johannes August Lattmann – deutscher Kaufmann, Bankier und Hamburger Senator († 1936)
- Max von Schinckel – Hamburger Bankier († 1938)
- Axel von Ambesser (eigentlich Axel Eugen Alexander von Oesterreich) – Schauspieler, Filmregisseur und Autor († 1988)
- Josef „Jupp“ Posipal – deutscher Fußballspieler und Weltmeister von 1954 († 1997)
- Günther Jerschke – deutscher Schauspieler († 1997)
- Evelyn Hamann – deutsche Schauspielerin († 2007)
- Herb Geller – US-amerikanischer Jazzmusiker († 2013)

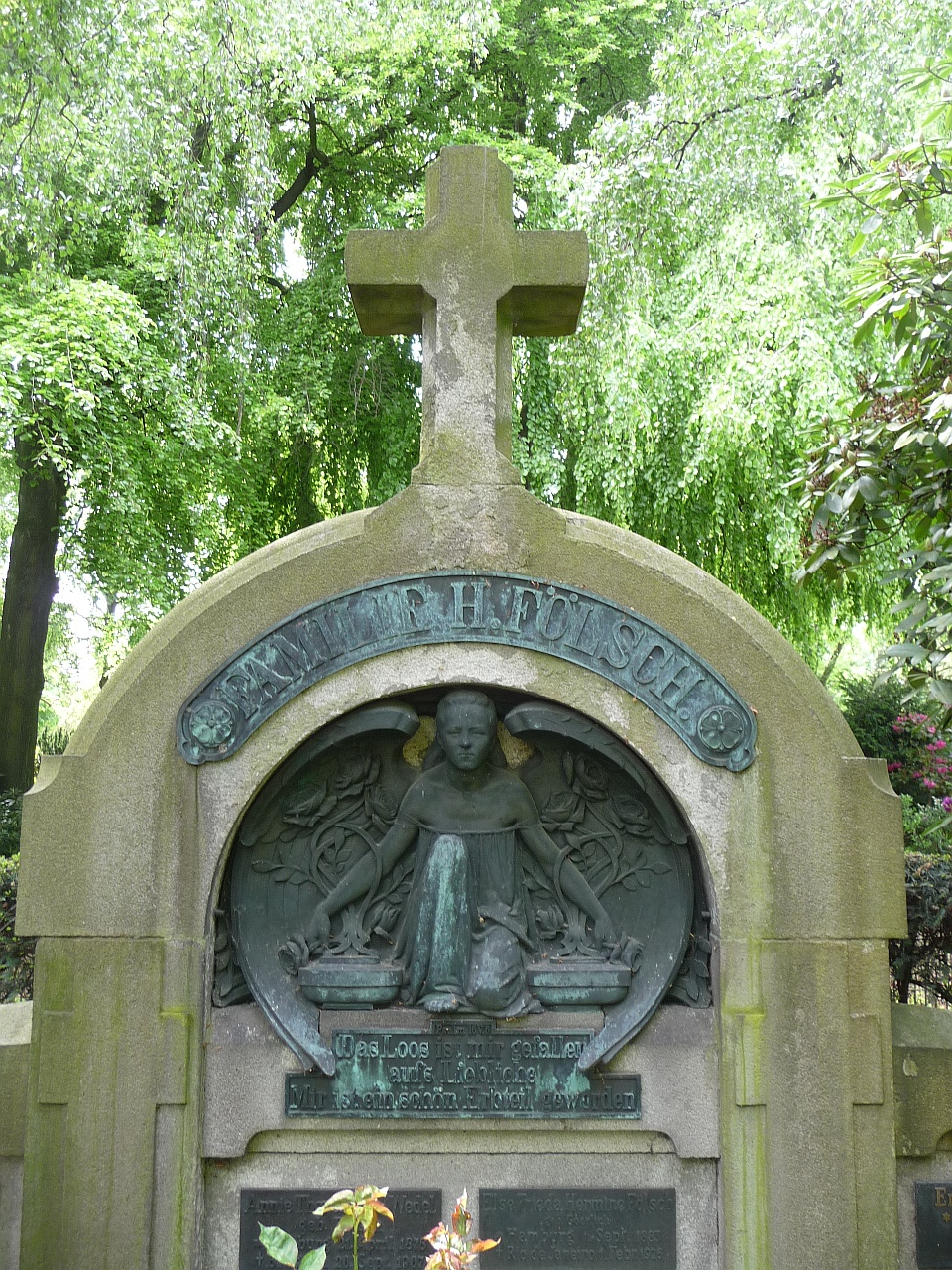
Familiengrab Fölsch (Detail)
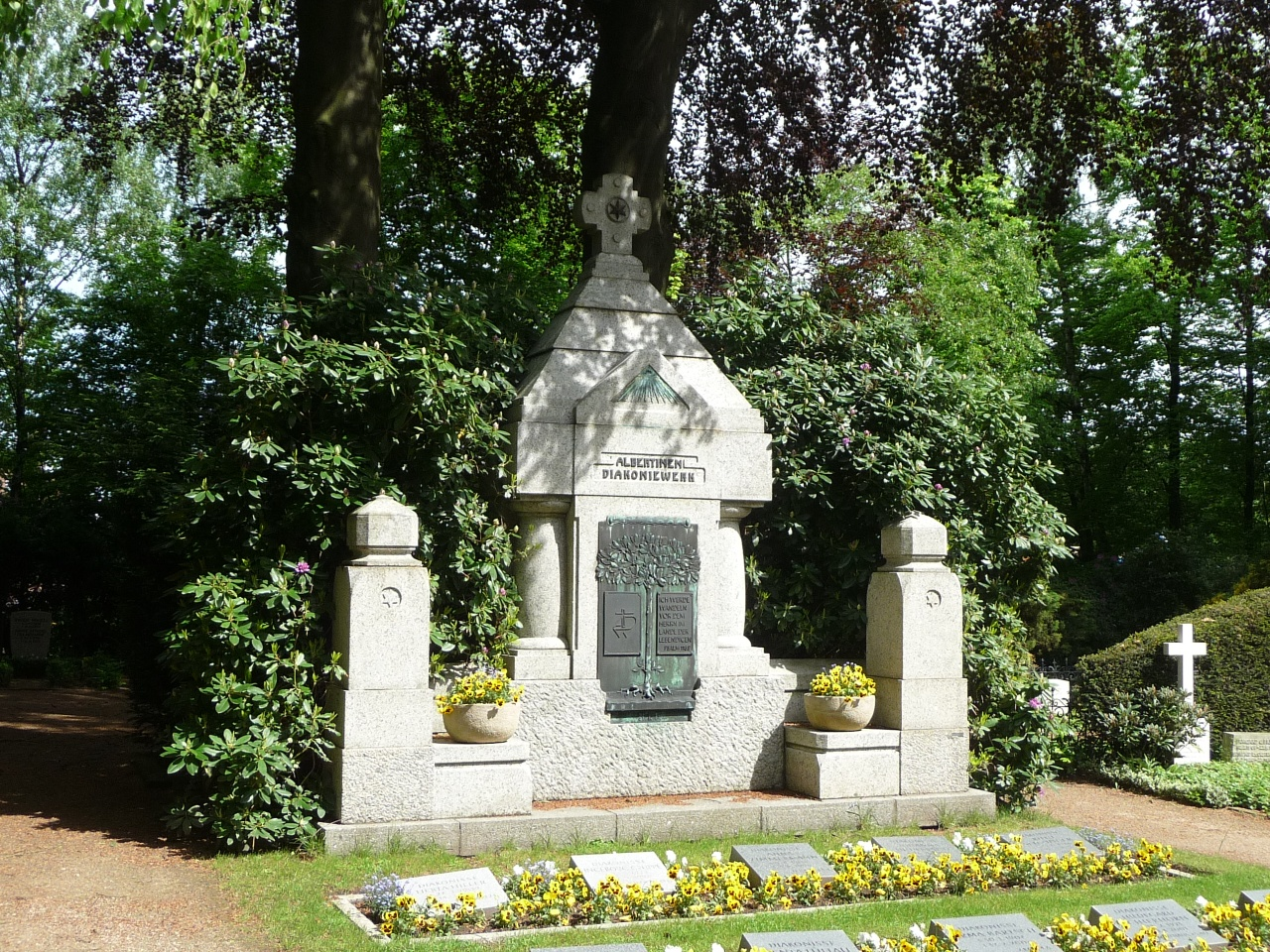
Grabanlage des Albertinen-Diakoniewerks
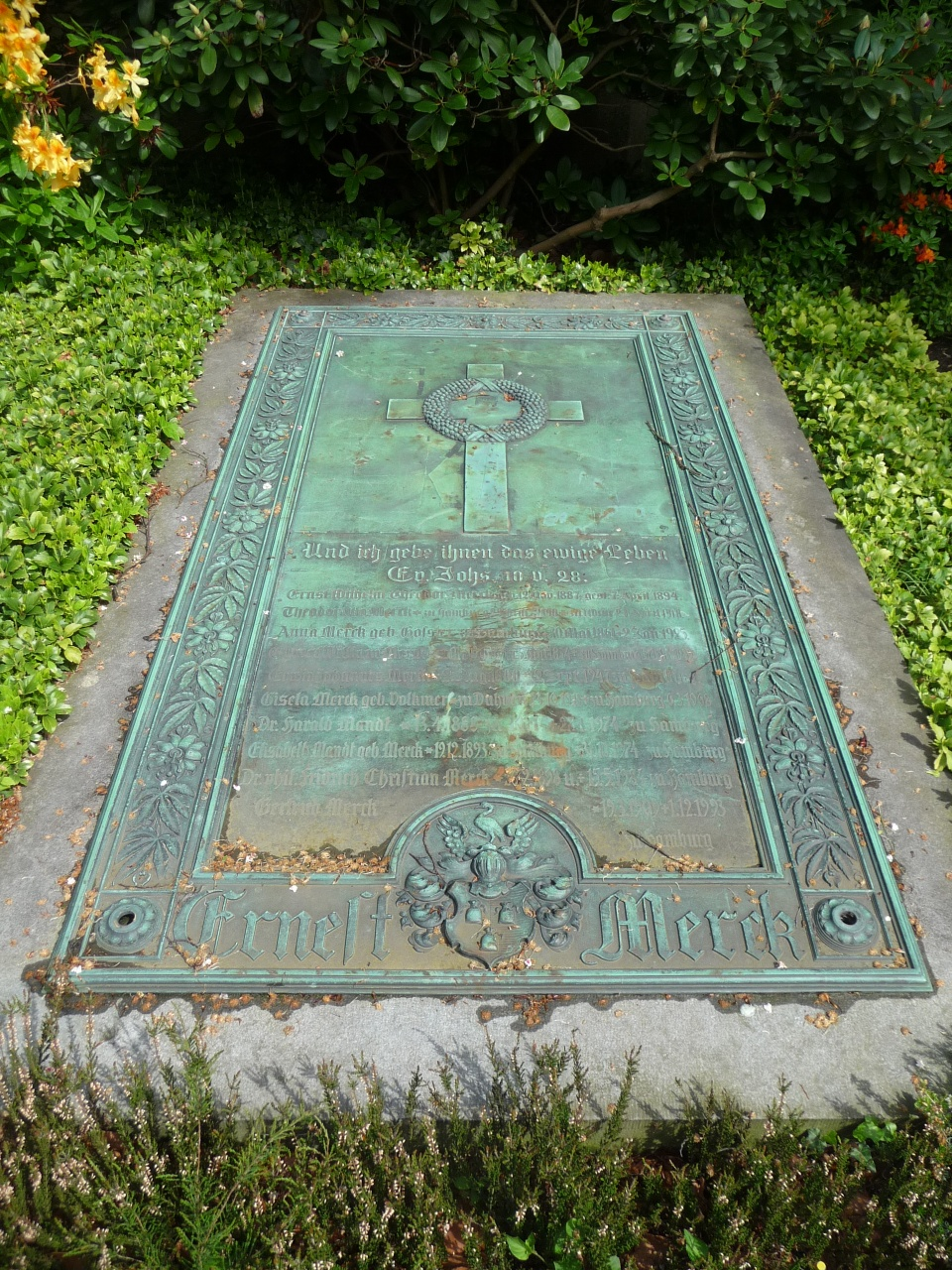
Ernest Merck
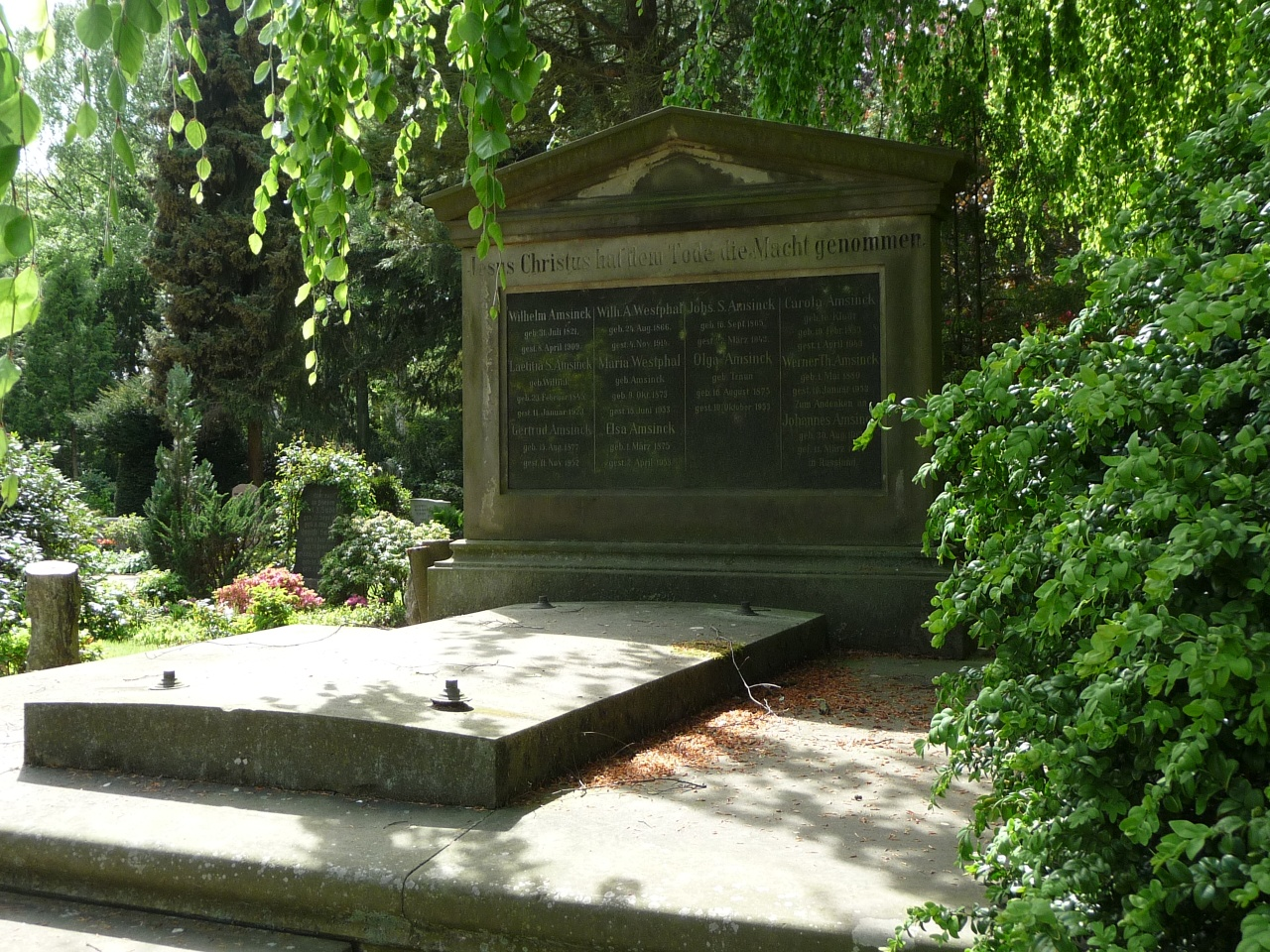
Familiengruft von Wilhelm Amsinck
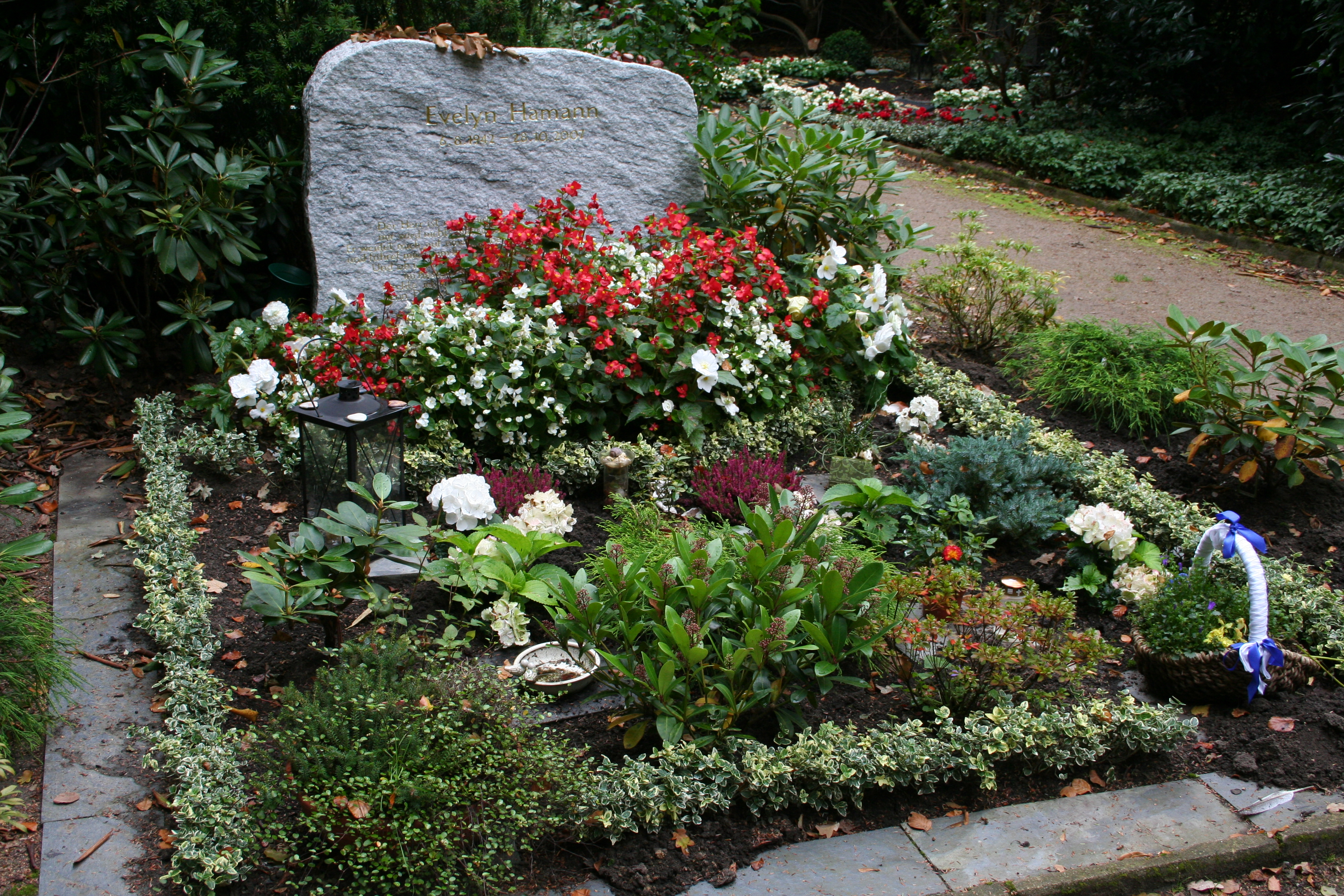
Evelyn Hamann